# Podandrogyne chiriquensis
Podandrogyne chiriquensis là một loài thực vật có hoa trong họ Màng màng. Loài này được (Standl.) Woodson miêu tả khoa học đầu tiên năm 1948.